# Brestovik
Brestovik (cyr. Брестовик) – wieś w Czarnogórze, w gminie Bijelo Polje. W 2011 roku liczyła 41 mieszkańców.